# Вајрано Патенора
Вајрано Патенора (итал. Vairano Patenora) је насеље у Италији у округу Казерта, региону Кампанија.
Према процени из 2011. у насељу је живело 2963 становника. Насеље се налази на надморској висини од 140 м.